# ヴィクトル・ズプコフ内閣
ズプコフ内閣（Правительство Зубкова）は、2007年から2008年までのロシア連邦の政府。2007年に第2次ミハイル・フラトコフ内閣を引き継いで組閣された。2008年5月7日、プーチン大統領退任に伴い内閣総辞職。

## 閣僚
| 職名                       | 氏名 | 氏名                           | 任期                         | 備考                   |
| -------------------------- | ---- | ------------------------------ | ---------------------------- | ---------------------- |
| 首相                       |      | ヴィクトル・ズプコフ           | 2007年9月14日 - 2008年5月7日 |                        |
| 内相                       |      | ラシド・ヌルガリエフ           | 2007年9月24日 - 2008年5月7日 |                        |
| 第一副首相                 |      | セルゲイ・イワノフ             | 2007年9月24日 - 2008年5月7日 |                        |
| 第一副首相                 |      | ドミートリー・メドヴェージェフ | 2007年9月24日 - 2008年5月7日 |                        |
| 副首相                     |      | アレクサンドル・ジューコフ     | 2007年9月24日 - 2008年5月7日 |                        |
| 副首相                     |      | アレクセイ・クドリン           | 2007年9月24日 - 2008年5月7日 |                        |
| 副首相                     |      | セルゲイ・ナルイシキン         | 2007年9月24日 - 2008年5月7日 | ロシア連邦政府官房長官 |
| 非常事態相                 |      | セルゲイ・ショイグ             | 2007年9月24日 - 2008年5月7日 |                        |
| 外相                       |      | セルゲイ・ラヴロフ             | 2007年9月24日 - 2008年5月7日 |                        |
| 国防相                     |      | アナトリー・セルジュコフ       | 2007年9月24日 - 2008年5月7日 |                        |
| 法相                       |      | ウラジーミル・ウスチノフ       | 2007年9月24日 - 2008年5月7日 |                        |
| 保健・社会開発相           |      | タチアナ・ゴリコワ             | 2007年9月24日 - 2008年5月7日 |                        |
| 教育・科学相               |      | アンドレイ・フルセンコ         | 2007年9月24日 - 2008年5月7日 |                        |
| 天然資源・環境相           |      | ユーリ・トルトネフ             | 2007年9月24日 - 2008年5月7日 |                        |
| 産業貿易相                 |      | ヴィクトル・フリステンコ       | 2007年9月24日 - 2008年5月7日 |                        |
| 地域開発相                 |      | ドミトリー・コザク             | 2007年9月24日 - 2008年5月7日 |                        |
| 情報技術・通信相           |      | レオニード・レイマン           | 2007年9月24日 - 2008年5月7日 |                        |
| 農相                       |      | アレクセイ・ゴルデーエフ       | 2007年9月24日 - 2008年5月7日 |                        |
| 文化・コミュニケーション相 |      | アレクサンドル・ソコロフ       | 2007年9月24日 - 2008年5月7日 |                        |
| 運輸相                     |      | イーゴリ・レヴィチン           | 2007年9月24日 - 2008年5月7日 |                        |
| 経済発展貿易相             |      | エリヴィラ・ナビウリナ         | 2007年9月24日 - 2008年5月7日 |                        |